# Saint-Léger-lès-Paray
Saint-Léger-lès-Paray é uma comuna francesa na região administrativa de Borgonha-Franco-Condado, no departamento Saône-et-Loire. Estende-se por uma área de 13,23 km². Em 2010 a comuna tinha 759 habitantes (densidade: 57,4 hab./km²).